# 八分音符
音乐八分音符是一种音符时值。在五线谱记法中，八分音符表示为一个实心的椭圆符头加上一个带一条旗帜状的符尾的符桿（如右图左边的记号）。当八分音符与其它有符尾的音符连写时，可以共用符尾（也是一般的情形），这时旗帜状的符尾变为连接用的短线。当符头位于五线谱第三线上方（包括第三线）时，符桿朝下，否则符桿朝上，符桿改变方向时，符头的左右方向也要作相应改变（见图）。符尾的上下方向也改变，但始终在符桿右边（见图）。八分音符的音长是全音符的八分之一，即4/4拍中的半拍，3/8或6/8拍中的一拍。二分音符的音长是其四倍，四分音符的音长是其二倍，十六分音符的音长是其二分之一，等等。

从左至右：符干向上、向下的八分音符，以及八分休止符

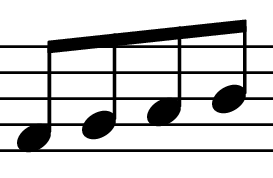
共用符尾的八分音符

在Unicode中，八分音符的编码是U+266A（♪），或是十進制Alt鍵+9834。
在Unicode中，有连线符的两个八分音符编码是 U+266B（♫），或是十進制Alt鍵+9835。
在休止符中，对应有着同样音长的是八分休止符，在五线谱中表示为一个类似于“y”或“{\displaystyle \gamma }”的记号，写在谱表第二间和第三间（如右图右边的记号）。

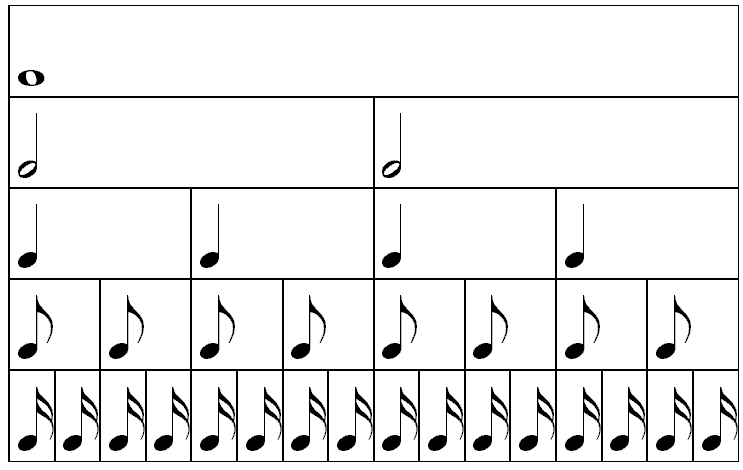
各音符的时值比较